# Le Camp de la violence
Pour plus de détails, voir Fiche technique et Distribution.
Le Camp de la violence (titre original : Un hecho violento) est un film espagnol réalisé par José María Forqué, sorti en 1959.

## Synopsis
Par un incroyable concours de circonstances et à la suite d'un faux témoignage, un jeune marié, Clint Hall, est condamné à neuf ans de travaux forcés au camp « White Cloud » dirigé d’une poigne de fer par le Capitaine Clark. Après deux tentatives d’évasion, épuisé moralement et physiquement par les châtiments sadiques qu’il subit, Clint n’a plus qu’à se laisser mourir. C’est alors que l’Inspecteur des prisons de l’État vient le visiter…

## Fiche technique
- Titre original : Un hecho violento
- Réalisation : José María Forqué
- Scénario : Alfonso Sastre et José María Forqué
- Chef opérateur : Antonio Ballesteros
- Musique : Miguel Asins-Arbo
- Production : Nervi
- Distributeur : Mondial-Film
- Pays d'origine :  Espagne
- Genre : Drame
- Durée : 95 minutes (2.600 mètres)
- Sortie à Paris : novembre 1959

## Distribution
- Richard Morse
- Mabel Karr
- Adolfo Marsillach
- Rafael Luis Calvo
- Antonio Jimenez Escribano
- Fred Goddard
- Anastasio Aleman

## Critiques
- « Il s'agit, paraît-il, d'une histoire vraie. Dans les grandes lignes, sans doute, car les détails que donne le film paraissent souvent peu vraisemblables. En fait, l'histoire n'est que prétexte à introduire le spectateur à l'intérieur d'un camp de prisonniers où une brute fait régner sa loi. Sur ce chapitre, le film est bien fait et, sans rien apporter de nouveau dans un genre où les Américains sont maîtres, les Espagnols nous restituent là un petit univers concentrationnaire qui tient toutes les promesses de son titre[1]. »